# Бустос, Сиро
Си́ро Робе́рто Бу́стос Ма́рко (исп. Ciro Roberto Bustos Marco; 29 марта 1932, Мендоса, Аргентина — 1 января 2017, Мальмё, Швеция) — аргентинский художник, революционер и партизан, соратник Эрнесто Гевары, член Армии национального освобождения Боливии. 20 апреля 1967 года арестован боливийцами вместе с англичанином Джорджем Ротом (George Andrew Roth) и французом Режис Дебре. По официальной версии предал Че, нарисовав его портрет на допросе и подтвердив, что «команданте Рамон» — это Че.
В 1970 был амнистирован правительством Х. Торреса и уехал в Аргентину. В 1976 году подал заявление и получил политическое убежище в Швеции, стране, в которой он проживал до самой смерти, посвятив себя живописи.